# Pietro Malombra

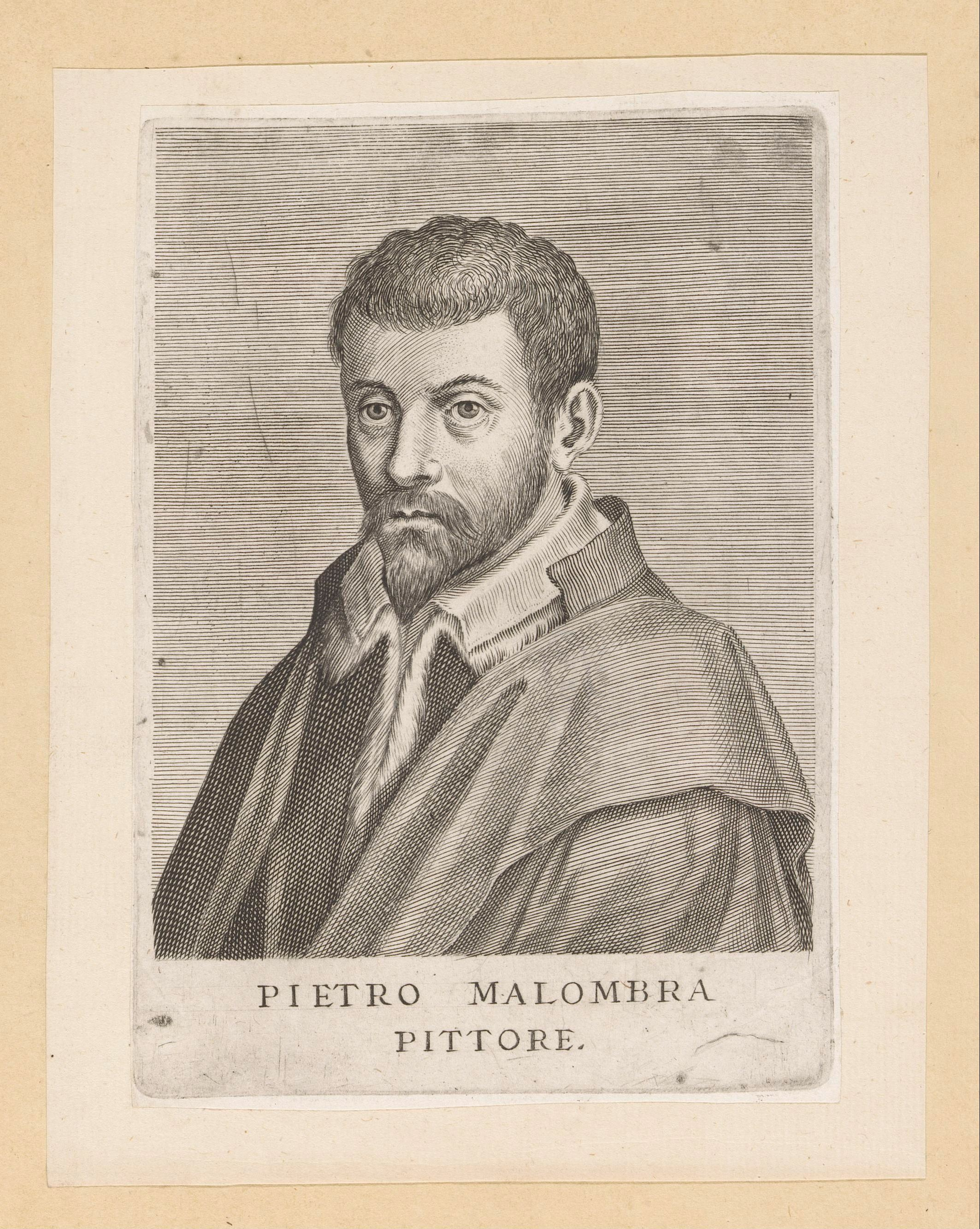
Pietro Malombra (autorretrato)

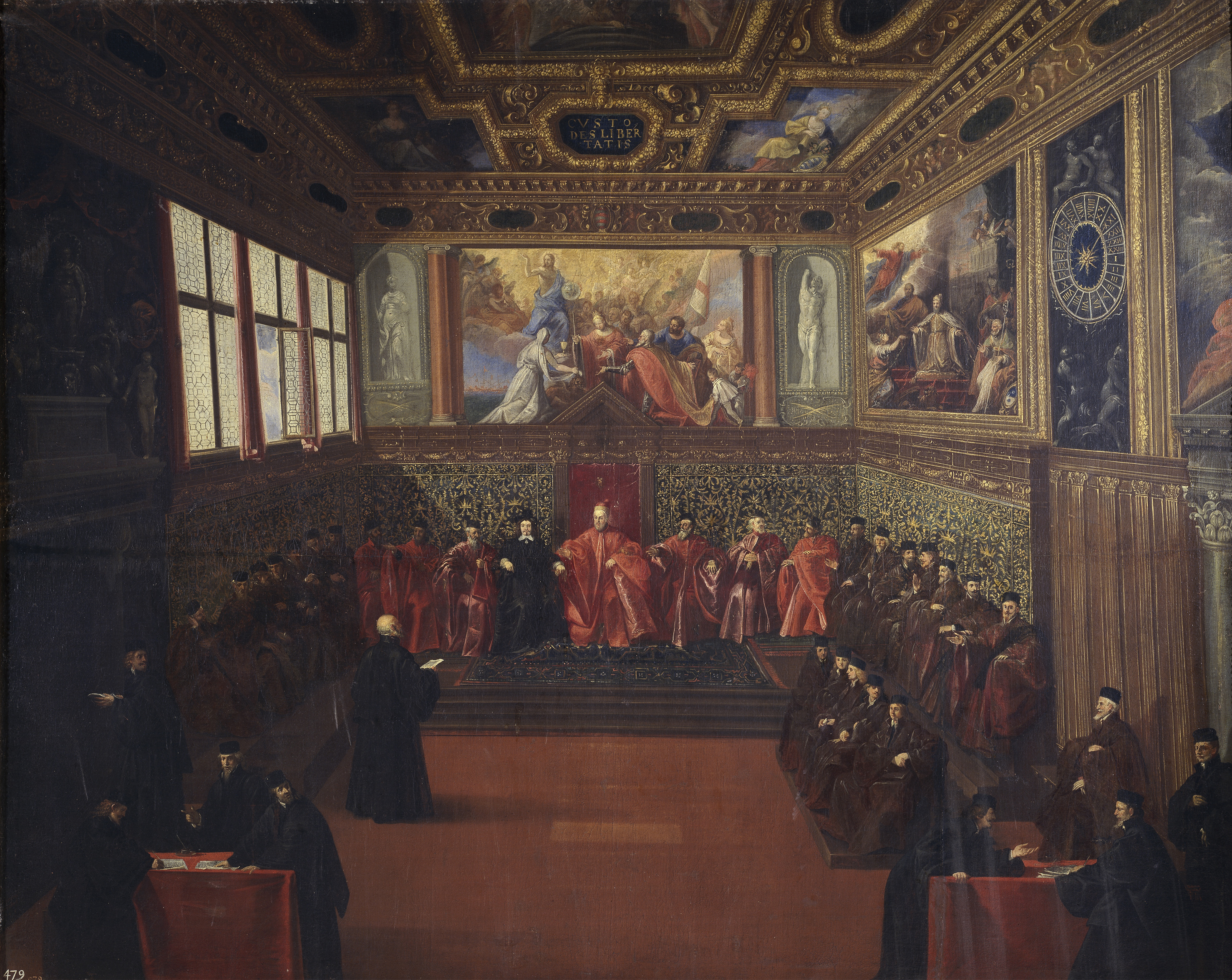
La sala del Colegio de Venecia, óleo sobre lienzo, 170 x 214 cm, Madrid, Museo del Prado.

Pietro Malombra (Venecia, 1556–1618) fue un pintor italiano. 

## Biografía
Hijo de Bartolomé, escritor y empleado de la Cancillería Ducal, y de Caterina Vasti, son escasos los datos relativos a su formación, que según Carlo Ridolfi tuvo lugar al lado de su padre y trabajando para la cancillería, para solo más tarde iniciarse en la pintura en el taller de Giuseppe Porta, llamado il Salviati, lo que podría venir confirmado por lo tardío de la fecha de su primer trabajo conocido: el Nacimiento de la Virgen de la parroquia de Santa María di Sala, fechado hacia 1592-1593.
A partir de estos años su actividad debió de ser intensa a pesar de haber sido denunciado en 1596 en dos ocasiones por ejercer la profesión sin haberse inscrito en el gremio. Condenado a darse de alta en la hermandad, aunque es probable que solo lo hiciese en 1617,  en enero de 1597 recibió el encargo de pintar el retablo mayor de la catedral de Motta di Livenza, firmado y conservado in situ, y antes de terminar el año se colocó en la Scuola Grande de Santa María de la Misericordia un «quadro in prospettiva», cuyo asunto y paradero se ignora.
En los años siguientes trabajó para el santuario de Nuestra Señora de Chioggia y las iglesias de San Zacarías y de San Giacomo de Rialto en Venecia. Sus pinturas de los primeros años del siglo XVII muestran un progresivo distanciamiento de Salviati para aproximarse a la pintura de Tintoretto y más aún de Palma el Joven, con quien tuvo algún contacto en los últimos años, así como con el escultor Alessandro Vittoria y con el poeta Giambattista Marino, cuyo retrato pintó, según consta por los sonetos que le dedicó el poeta en los que también mencionaba el retrato de una favorita y un cuadro de Psique y Cupido, todos ellos perdidos.
De hacia 1607 es el retablo de San Estanislao encargado para el altar de la nación polaca en la basílica de San Antonio de Padua. De esos años han de ser algunos trabajos para el palacio Ducal, como la Piedad entre cuatro senadores de la sala dei Censori y Venecia entronizada con la Justicia que escapa de los Vicios para la sede de los Signori di Notti o el conjunto de pinturas de la sala del tribunal de los Cuarenta, con la Anunciación, Venecia entronizada con la Virtud y Mercurio conduciendo a los prisioneros, obras que pueden considerarse entre las mejores de su producción y de las más cercanas a Tintoretto.
Aunque buena parte de las obras documentadas de Malombra se han perdido, consta que pintó retratos, por los que fue muy elogiado por Ridolfi, frisos de asunto mitológico en palacios señoriales, decorados teatrales y sobre todo perspectivas arquitectónicas de valor documental, de lo que es buena muestra La sala del Colegio de Venecia del Museo del Prado, con la recepción del dux Leonardo Donato al embajador del rey Felipe III de España en Venecia, Alonso de la Cueva, marqués de Bedmar.